# Tu diràs
El Tu diràs és un programa radiofònic nocturn de notícies esportives de RAC1 a Catalunya.
Des de la temporada 2020-2021 el condueix i el presenta Aleix Parisé. Els divendres i els dissabtes el presenta Gerard Bellera.
El programa es va crear el 2004 quan, després de deixar Catalunya Ràdio, Jordi Basté arriba a RAC 1 i hi crea un esqueix del programa de la ràdio pública, el No ho diguis a ningú.
A partir de la temporada 2007-2008, Jordi Basté és l'escollit per succeir a Xavier Bosch al capdavant d'El món a RAC 1. Aleshores, Joan Maria Pou, narrador dels partits del Barça a El Barça juga a RAC 1, agafa el relleu.
Joan Maria Pou decideix deixar el programa per motius personals i RAC 1 fitxa Dani Senabre per presentar el programa, des de la temporada 2011-2012.
Dani Senabre és destituït per discrepàncies amb la direcció de l'emisora, i Roger Saperas n'agafa les regnes a partir de la temporada 2016-2017. Coincidint amb el canvi a la direcció del programa, el Tu diràs amplia la durada de mitja hora. El juliol del 2020, Roger Saperas decideix deixar el programa per motius personals i Aleix Parisé n'agafa les regnes.
És popular la seva sintonia, una versió de Tantes coses, una de les cançons més conegudes d'Els Pets.